# Ogoniok (Krasnodar)
Ogoniok (del ruso: Огонёк) es un jútor del raión de Ust-Labinsk del krai de Krasnodar, en el sur de Rusia. Está situado en la orilla derecha del río Labá, poco antes de su confluencia en el Kubán, 4 km al sur de Ust-Labinsk y 55 km al nordeste de Krasnodar, la capital del krai. Tenía 18 habitantes en 2010.
Pertenece al municipio Nekrásovskoye.